# Voix Boréales
Les Voix Boréales est un  chœur de jeunes filles fondé en 1998 par Gregory Charles. Ce chœur compte une centaine de jeunes filles de 9 à 18 ans. Le groupe collabore régulièrement avec le chœur de garçons les Petits chanteurs de Laval.
Anciennement présidée par Gregory Charles, la direction musicale et artistique est assurée par Philippe Ostiguy depuis juillet 2005.